# سعود بن عبد العزيز بن حمد آل ثاني
الشيخ سعود بن عبد العزيز بن حمد بن عبد الله بن قاسم آل ثاني (1949 -)، ابن عم أمير قطر السابق صاحب السمو الأمير الوالد الشيخ حمد بن خليفة بن حمد آل ثاني. والشيخ سعود هو أيضاً حفيد حاكم قطر الأسبق سمو الشيخ عبدالله بن قاسم آل ثاني. و حاكم قطر الذي جاء بعده هو خاله سمو الشيخ أحمد بن علي آل ثاني. وهو رجل أعمال متفرغ لأعماله الخاصة.

## حياته الأسرية
تزوج من:
- الشيخة روضة بنت جاسم بن حمد بن عبد الله آل ثاني زوجته وابنة عمه.
- شيخة بنت صالح الخليفي. مطلقه
- الشيخة لولوة بنت محمد بن حمد بن عبد الله آل ثاني -زوجته

وابنة عمه.
ولديه من الأبناء:
- الشيخ عبد العزيز. توفي في 2012
- الشيخ عبد الله.
- الشيخ حمد.
- الشيخ خالد.
- الشيخ محمد.
- الشيخ فهد.
- الشيخ علي. توفي في 1992
- الشيخ جاسم.
- الشيخ خليفة.
- الشيخ أحمد.
- الشيخة عائشة.
- الشيخة نور.
- الشيخة ريم.
- الشيخة العنود.
- الشيخة حمدة.
- الشيخة روضة.
- الشيخة الجوهرة.